# بايزي
بايزي (بالإيطالية: Paese)‏ هي بلدية في مقاطعة تريفيزو بمنطقة فنيتة، شمال إيطاليا. تقع على بعد 30 كيلومترًا (19 ميلًا) شمال غرب مدينة البندقية، و8 كيلومترات (5 ميل) غرب تريفيزو.